# Andrusiiv, Hoșcea
Andrusiiv (în ucraineană Андрусіїв) este un sat în comuna Lîpkî din raionul Hoșcea, regiunea Rivne, Ucraina.

## Demografie
Componența lingvistică a localității Andrusiiv
     Ucraineană (99,72%)
     Alte limbi (0,28%)
Conform recensământului din 2001, majoritatea populației localității Andrusiiv era vorbitoare de ucraineană (99,72%), existând în minoritate și vorbitori de alte limbi.